# 战神纪
《战神纪》（原名《铁木真传说》）是一部由中国电影股份有限公司和内蒙古电影集团有限负责公司等多家影业公司联合拍摄的电影巨制。 由荣获过奥斯卡金像奖最佳外语片的法国导演让·雅克·阿诺担任监制，蒙古族著名导演哈斯朝鲁执导。
该片原本定为2017年12月22日首映，但由于电影整体视效数量庞大，在多国联合制作的模式下，跨国、跨时差工作带来沟通成本和工作难度的增加，导致电影无法于原定的档期上映，故宣布改档至2018年4月28日。  该片也是第八届北京国际电影节的闭幕影片。 

## 劇情
少年铁木真(陈伟霆饰）身为部落首领之子，年幼丧父，母亲独自将他抚养成人，铁木真成人之际返回翁吉剌部落迎娶自幼定有婚约的孛尔帖（林允饰），谁知途中却逐步陷入叔父（赵立新饰）设置的杀戮陷阱，而青梅竹马的恋人孛尔帖也在新婚之夜被另一部落首领忽出鲁（胡军饰）掳走，铁木真在好兄弟札木合（李光洁饰）的支持与萨满长老的辅佐下，踏上拯救恋人和守卫草原的征途。

## 角色
- 陈伟霆 饰 铁木真
- 林允 饰 孛尔贴
- 胡军 饰 忽出鲁
- 赵立新 饰 塔里忽台
- 倪大红 饰 萨满
- 李光洁 饰 扎木合
- 饰 札木合的父親
- 张歆艺 饰 朵歹

## 电影歌曲
| 曲別   | 歌名 | 演唱者 | 作詞 | 作曲            |
| 推广曲 | 战神 | 大张伟 | 林乔 | Bernd Meinunger |

## 外部連結
- 互联网电影数据库（IMDb）上《战神纪》的资料（英文）